# Lenguas trans-neoguineanas
Las lenguas trans-neoguineanas son una familia hipotética de lenguas habladas principalmente en la isla de Nueva Guinea (es decir, en Papúa Nueva Guinea e Irian Jaya, Indonesia), aunque también se hablan en las islas Molucas y en las islas menores de la Sonda.
El nombre proviene del hecho de que la lengua se habla en ambos extremos occidental y oriental de Nueva Guinea.

## Distribución
La familia es tanto la de mayor número de lenguas como de hablantes dentro de las lenguas papúes. Es decir, sus 550 lenguas representan el 80% de los hablantes de lenguas papúes y se hablan en el 80% del territorio de Papúa Nueva Guinea.

### Lenguas de la familia
Las lenguas más importantes del grupo son el simbu con 137.654 hablantes y el enga con 164.750 hablantes

## Clasificación interna
Las agrupaciones internas de esta enorme macrofamilia no son bien conocidos, y el trabajo presente solo ha permitido en general reconocer un gran número de grupos en el nivel más bajo del árbol filogenético.

### Wurm (1975)
La clasificación de Wurm (1975) fue primera gran clasificación general de las lenguas papúes de Nueva Guinea (una versión actualizada de esta clasificación puede consultarse en MultiTree (Wurm) y en una forma modificada en Ethnologue, 15.ª, posteriormente abandonada en la edición 16.ª de Ethnologue). Wurm identifica las subdivisiones de esta clasificación como "familias" (families, para referirse a grupos con una diversidad interna similar al de las lenguas germánicas), "grupos" (stocks, para el grado de parentesco de las lenguas indoeuropeas) y "macrofamilias" o "filos" (phyla, para el grado de parentesco de las lenguas afroasiáticas). En esta terminología las lenguas trans-neoguineanas son una macrofamilia ya que el parentesco es lejano, y la reconstrucción de la proto-lengua parece complicada y es solo incipiente. Una lengua que no está relacionada con ninguna otra a nivel de familia se considera una "rama aislada".

### Foley (2003)
Otro destacado especialista en lenguas papúes, William A. Foley había aceptado el núcleo de las lenguas trans-neoguineanas:

El hecho, por ejemplo, que un gran franja de lenguas de Nueva Guinea desde la península Huon hasta las tierras altas de Irian Jaya marquen el objeto de un verbo transitivo con un conjunto de prefijos verbales, una primera persona singular en /n/ y una segunda persona singular con una oclusiva velar, es una evidencia abrumadora de que estas lenguas están genéticamente relacionadas, la probabilidad de que dicho sistema haya sido tomado prestado es prácticamente nulo"

Foley consideró la relación entre las lenguas Finisterre-Huon, las lenguas kainantu-goroka y las familias de las tierras altas de Irian Jaya (Dani-Paniai) y presumiblemente algunas otras, considerando así mismo como altamente probable la inclusión de la familia madang.
Foley consideró factible la propuesta todavía no demostrada de que las lenguas enganas, chimbu-wahgi, binanderanas, anganas, ok, awyu, asmat, mek y otras pequeñas familias de la cola de Papúa Nueva Guinea (Koiari, Goilala, etc, para las que Foley considera no se ha mostrado un parentesco cercano entre ellas), pudieran ser parte de las lenguas trans-neoguineanas.

### Ross (2005)
Malcolm Ross no usa términos especiales para los niveles de la clasificación como hicieron Laycock y Wurm. En la lista dada aquí, las familias no controvertidas aceptadas por Foley y otros papuanistas y que forman los ladrillos elementales de la clasificación de Ross se escriben en negrita, mientras que las ramas que consisten en una lengua aislada se escriben en cursiva. Respecto a la clasificación de Wurm, Ross eliminó casi 100 lenguas de la propuesta de Wurm, para las que no encuentra evidencia sólida de relación con el resto de lenguas trans-neoguineanas y mantiene tentativamente solo una docena más, añadiendo muy pocas lenguas nuevas como tentativamente trans-neoguineanas. Ross afirma que no existen evidencias suficientes y adecuadas para clasificar todos los grupos de lenguas papúes de manera definitiva.
Lenguas trans-neoguineanas (Ross, 2005)
- Encadanamiento trans-neoguineano occidental? [un continuo dialectal conjeturado desde hace tiempo]
  - Timor-Alor-Pantar? [Poco convincente como grupo]
    - Adabe (aislado)
    - Bunak (aislado)
    - Kolana (aislado)
    - Tanglapui  (2)
    - Alor-Pantar (14)

  - Timor oriental [tal vez más cercano con el Bomberai occidental]
    - Fataluku-Oirata
    - Makasai
    - Maku'a (Lovaea)  (aislado) [actualmente reasignado a las lenguas austronesias]

  - Bomberai occidental [tal vez más cercano a las lenguas de Timor oriental]
    - Karas (aislado)
    - Bomberai occidental(2)

  - Paniai Lakes (Lagos Wissel) (5)
  - Dani  (13)
- Doberai meridional (12)
- Tanah Merah (Sumeri) (aislado)
- Mor (aislado)
- Dem (aislado)
- Uhunduni (Damal, Amungme) (aislado)
- Mek (13)
- ? Kaure-Kapori (4) [Inclusión en TNG tentativa. Los pronombres no pueden reconstruirse a patrir de los datos disponibles.]
  - Kapori (aislado)
  - Kaure (3)
- ? Pauwasi (4) [Inclusión en TNG tentativa. Los pronombres no pueden reconstruirse a patrir de los datos disponibles. Parece existir un parentesco del pauwasi con el karkar, que está bien testimoniado pero no está relacionado con el TNG]
- Kayagar (3)
- Kolopom (3)
- Moraori (aislado)
- ? Kiwai-Porome (8) [Se sospecha parentesco por los pronombres]
  - Kiwai (7)
  - Porome (Kibiri) (aislado)
- Marind (6)
- Centromeridional? (49) [Parte de la propuesta TNG original. No está clara si estas familias forman una única rama filogenética del TNG. Voorhoeve apuesta independientemente por una relación Awyu-Ok.]
  - Asmat-Kamoro (11)
  - Awyu-Dumut (8-16)
  - Mombum (2)
  - Familia Ok (20)
- Oksapmin (aislado) [relacionado ahora con las lenguas ok.]
- Gogodala-Suki (4)
- Tirio (4)
- Elemano (7)
- Golfo interior (6)
- Turama-Kikori (4)
- ? Teberano [Inclusión en TNG tentativa] (2)
- ? Pawaia (aislado) [tiene léxico del proto-TNG, pero su inclusión dentro de las lenguas TNG es debatible]
- Angano (12)
- ? Fasu (Kutubu occidental) (1-3) [tiene léxico del proto-TNG, pero su inclusión dentro de las lenguas TNG es debatible]
- ? Kutubu oriental (2) [tiene léxico del proto-TNG, pero su inclusión dentro de las lenguas TNG es algo debatible]
- Duna-Pogaya (2)
- Awin-Pa (2)
- Strickland oriental (6)
- Bosavi (8)
- Kamula (aislado)
- Engano (9)
- Wiru (aislado) [simalaridades léxicas con el engano]
- Chimbu-Wahgi (17)
- Kainantu-Goroka (22) [también llamadas de la Tierras Altas orientales, identificadas por primera vez por Capell 1948]
  - Goroka (14)
  - Kainantu (8)
- Madang (103)
  - Adelbert meridional–Kowano
    - Kowano (2)
    - Cordillera Adelbert meridional (12)

  - Costa Rai–Kalam
    - Costa Rai (31)
    - Kalam (4; quizá parte del grupo costa Rai)

  - lenguas de Croisilles (17)
    - Amaimon (aislado)
    - Numugen-Mabuso
      - Numugen (6)
      - Mabuso (29)
- Finisterre-Huon (62) [parte de la propuesta TNG inicial. Teien verbos supletivos para persona y número del objeto]
  - Finisterre (41)
  - Huon (21)
- ? Goilalano (6) [inclusión tentativa en TNG]
- TNG sudoriental (Cola del Pájaro)? [el parentesco entre estas familias no ha sido firmemente establecido, aunque tienen en común ya para 'vosotros' en lugar cognados del proto-TNG *gi.
  - Koiari (7)
  - Kwaleano (3)
  - Manubaran (2)
  - Yarebano (5)
  - Mailuanp (6)
  - Dagano (9)
- Binanderano (16)
  - Guhu-Samane (aislado)
  - Binandere (15) [una expansión reciente desde el norte]

Ramas aisladas de la clasificación de Wurm
Aunque Ross basó su clasificación en los sistemas pronominales, muchas lenguas de Nueva Guinea están demasiado pobremente documentadas incluso para una clasificación basada en pronombres. Así hay muchas lenguas clasificadas por S. Wurm como "ramas aisladas" del TNG para las que Ross no encontró documentación adecuada como para poderlas clasificar. Algunas de las "ramas aisladas" (Komyandaret, Samarokena, Oksapmin y, con ciertas dudas, Kenati) han sido reasignadas a otras ramas del TNG, mientras que otras (Massep, Momuna) siguen pendientes de clasificación segura.
- Kenati (→ Kainantu?)
- Komyandaret (→ Ok)
- Massep (aislado)
- Molof (aislado)
- Familia momuna (2)
- Samarokena (→ Kwerba)
- Tofamna (aislado)
- Usku (aislado)

### Ethnologue(2009)
La clasificación de Ethnologue (edición 16.ª, 2009) sigue ampliamente la clasificación de Ross, pero excluye los grupos tentativos Kaure-Kapori y Pauwasi del TNG, listándolos en su lugar como familias independientes. Ethnologue también lista aparte a las TNG centromeridional (Asmat-Ok), aunque mantiene tanto a las lenguas papúes meridionales (incluyendo a las lenguas goilala y las lenguas papúes occidentales como unidades filogenéticas válidas.

### Pawley y Hammarström (2018)

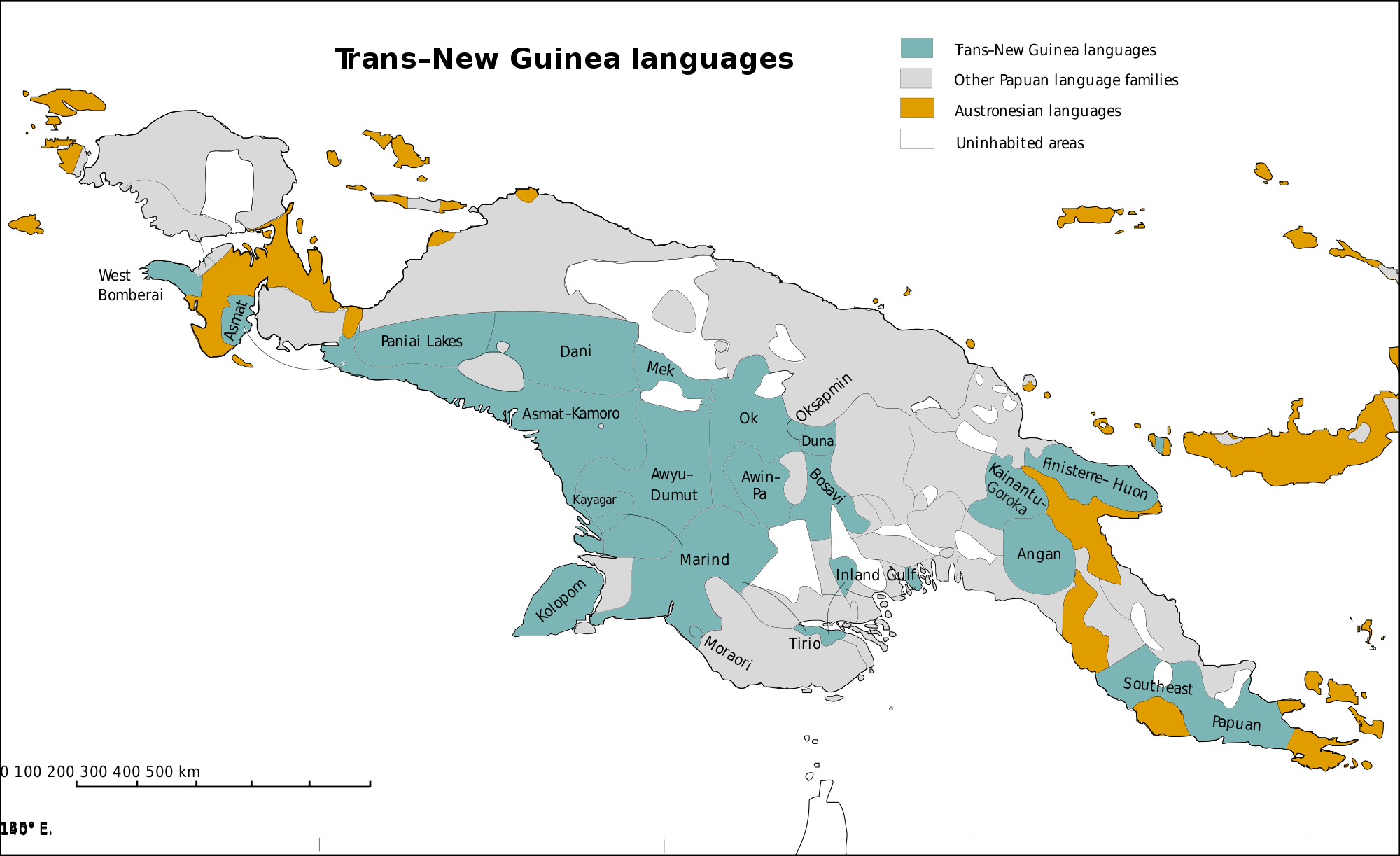
Languages accepted by both Pawley and Hammarström (2018) and Usher (2018).

Andrew Pawley y Harald Hammarström (2018) llevaron a cabo una revisión de la clasificación de M. Ross aceptaron 35 subgrupos como miembros de la familia trans-neoguineana.
Subfamilias de la familia trans-neoguineana (evidencia clara)35 subgrupos, 431 lenguas
| - Madang (107) - Finisterre-Huon (62) - Kainantu-Goroka (29) - Ok-Oksapmin (20) - Anim (17) - Chimbu-Wahgi (17) - Macro-awyu (17) - Enga-Kewa-Huli (14) - Angano (13) - Dani (13) - Macro-binandereano (13) - Asmat-Kamoro (11) - Dagano (9) - Mailuano (8) - Bosavi (7) - Koiari-barai (7) - Mek (7) | - Strickland oriental (6) - Kiwai (6) - Goilala (5) - Lagos Paniai (5) - Yarebano (5) - Gogodala-Suki (4) - Turama-Kikori (4) - Kayagárico (3) - Kolopom (3) - Kutubu (3) - Kwaleano (3) - Bomberai occidental (3) - Awin-Pa (2) - Duna-Bogaya (2) - Manubara (2) - Somahai (2) - Marori (aislada) - Wiru (aislada) |

## Descripción lingüística

### Fonología
La reconstrucción del proto-trans-neoguineano contiene un inventario fonémico simple, típico de las lenguas papúes, formado por: cinco vocales /i e a o u/, tres series de consonantes en tres puntos de articulación /p t k, b d ɡ, m n ŋ/ (aquí, Andrew Pawley reconstruye también una serie de prenasalizadas sonoras /mb nd ŋɡ/) además de una africada palatal /ʤ ~ ɲʤ/, la fricativa /s/, y las aproximantes /l j w/. El inventario consonántico reconstruido por Pawley:
|                      |                | Labial | Apical | Laminal | Velar |
| -------------------- | -------------- | ------ | ------ | ------- | ----- |
| obstruyente no-nasal | no-continuante | *p     | *t     |         | *k    |
| obstruyente no-nasal | continuante    |        |        | *s      |       |
| obstruyente nasal    | pre-nasal      | *mb    | *nd    | *ɲʤ     | *ŋɡ   |
| obstruyente nasal    | simple         | *m     | *n     |         | *ŋ    |
| aproximante          | aproximante    | *w     | *l     | *y      |       |
Pawley considera este inventario preliminar, y señala explícitamente que podría no ser exhaustivo. Las sílabas típicamente tienen la forma (C)V, siendo CVC posible a final de palabra. Muchas de estas lenguas son además lenguas tonales.

### Pronombres
Malcom Ross, cuyo trabajo comparativo se basó ampliamente en la forma de los pronombres, reconstruye las siguientes formas para el proto-neo-guineano:
| yo      | *na        | nosotros | *ni- |
| tú      | *ga        | vosotros | *gi- |
| él/ella | *(y)a, *ua | ellos/as | *i-  |
Donde puede observarse que existe un ablaut *a~*i para diferenciar entre las formas de singular y las de no-singular (plural y dual).
Además de estas formas está testimoniada una forma relacionada mucho menos frecuente, *nu para la primera persona en plural (nosotros), así como la forma *ja por 'vosotros', sobre la que Ross especula pudo haber sido una forma reverencial de respeto.
Además existen sufijos de número dual *-li y *-t y un sufijo de plural *-nV, así como algunos sufijos colectivos como *-pi- (dual) y *-m- (plural) que funcionaban como marcadores de inclusión/exclusión en la primera persona del plural.

### Enlaces exteriores
- Trans-New Guinea Lexic Database (Simon Greenhill)

- Datos: Q34018